# Умірзак
Умірза́к (каз. Өмірзақ) — село у складі Актауської міської адміністрації Мангистауської області Казахстану. Адміністративний центр та єдиний населений пункт Умірзацького сільського округу.
Село складається з 4 відокремлених одна від однієї частин — центральна частина площею 2,45 км², мікрорайон Приморський площею 0,73 км², мікрорайон Приозерний площею 0,48 км² та мікрорайон Рауан площею 0,51 км².

## Історія
У радянські часи село мало статус смт. 2005 року до складу селища Умірзак були включені території дачних товариств Гірняк, Дружба, Електрик, Енергетик, Заозерний, Каламкас, Коктем, Мічурінець, Прогрес, Синтез, Хімік. 2006 року селище отримало статус села. 2007 року з частини села Умірзак (житлові масиви Арай, Арман, Атамекен, Болашак, Жалин, Каламкас, Коктем, Тамшали, Туга-єл, Шагала) було утворено нове село Атамекен. 2008 року до складу села включено житловий масив Рауан, дачне товариство Приморський та житловий масив Приозерний.

## Населення
Населення — 7510 осіб (2021; 2847 у 2009, 1402 у 1999, 1685 у 1989).